# 白瀧酒造
白瀧酒造株式会社（しらたきしゅぞう、英文名称:Shirataki Sake Brewery Co.,LTD）は、新潟県南魚沼郡湯沢町に本社を置く1855年（安政2年）創業の酒蔵である。

## 銘柄

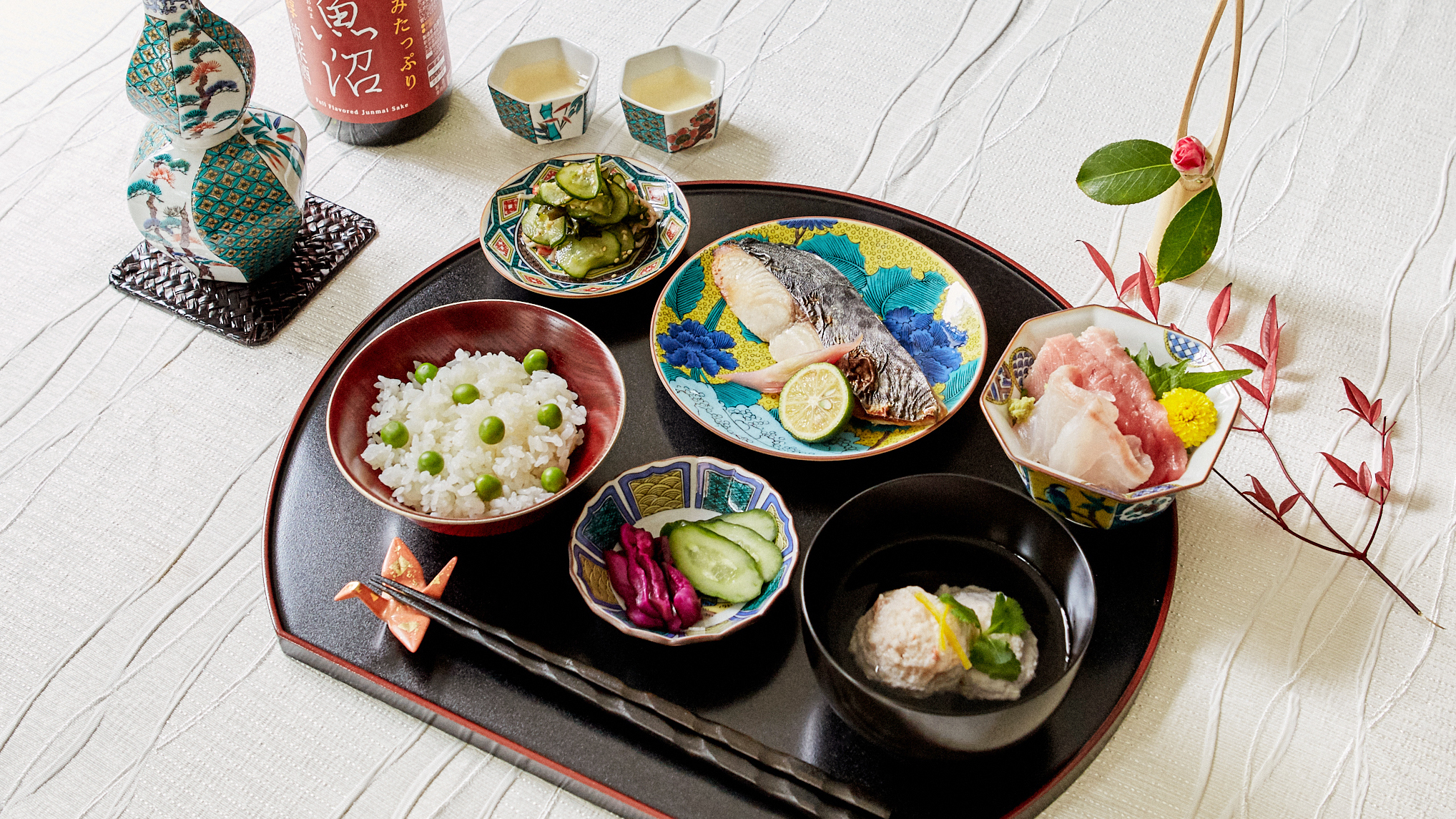
「魚沼」（左上）

- 上善如水（じょうぜんみずのごとし）、12ヶ月の上善如水。
- 湊屋藤助（みなとやとうすけ、創業者）
- 魚沼（うおぬま）
- 白瀧（しらたき）
- 宣機の一本（たかきのいっぽん、杜氏松本宣機）

## 基礎化粧品
- 上善如水スキンケア

## 役員
- 代表取締役社長 高橋晋太郎
- 専務取締役 高橋麻記子
- 取締役 山口真吾
- 監査役 高橋重人